# کول‌تپه آنا قیز
کول تپه آنا قیز مربوط به عصر مس و سنگ - مفرغ است و در شهرستان سرآب، بخش مرکزی، دهستان ابرغان، روستای آناقیز واقع شده و این اثر در تاریخ ۱۵ دی ۱۳۸۷ با شمارهٔ ثبت ۲۳۹۳۷ به‌عنوان یکی از آثار ملی ایران به ثبت رسیده است.